# 昭聖太后
昭聖太后，馬氏，名不詳，（約1578年—約1669年），四川人，明末桂端王朱常瀛妃，永曆帝生母。她信奉天主教，洗禮名為瑪利亞（Maria）。

## 生平
永曆帝即位後，尊馬氏為慈寧皇太后，不久改稱昭聖恭懿皇太后。封馬太后兄子馬九爵為鎮遠伯，馬九爵兄馬承祖管中軍都督府，馬九爵弟馬九功管右軍都督府。
永曆帝巡幸新寧，加馬太后尊號為昭聖仁壽皇太后。永曆九年（1655年）六月再加尊號慈惠，全稱昭聖慈惠仁壽皇太后。
咒水之難後，緬甸王莽白將永曆帝及馬太后等人獻給吳三桂。永曆帝在昆明遭絞死，馬太后得知，大哭曰：「吳三桂你這個逆賊！你立志謀反，而以我家作計。我死不瞑目，看見你一定碎屍萬段！」
不久她被送往北京，在黃茆驛見孝剛匡皇后王氏，二人自相扼喉，馬太后卻死不了。到北京後，她得到清廷之哀憐與尊重，由清廷贍養終身，年九十一歲而死。

## 另見
- 四川天主教